# Marušići (Omiš)
Marušići su naselje na istoku Omiške rivijere, podno Omiške Dinare, udaljeno 13 km od Omiša, 36 km od Splita i 18 km od Makarske.

## Stanovništvo
Prema popisu stanovništva iz 2001. godine, Marušići su imali 203 stanovnika, koji se bave turizmom, vinogradarstvom (poznata je sorta vinove loze Plavac mali), maslinarstvom i voćarstvom.
| broj stanovnika |       |       |       |       |       |       |       |       | 109   | 109   | 107   | 80    | 66    | 107   | 203   | 151   | 141   |
|                 | 1857. | 1869. | 1880. | 1890. | 1900. | 1910. | 1921. | 1931. | 1948. | 1953. | 1961. | 1971. | 1981. | 1991. | 2001. | 2011. | 2021. |

## Zemljopis
Naselje se nalazi na obroncima omiške Dinare, s obje strane Jadranske magistrale. Plaže su šljunčane, a postoji i nekoliko izvora vode. U mjestu se nalaze crkva, uljara, dućan i nekoliko restorana.

## Vanjske poveznice
- Marušići na stranici TZ Omiš  Arhivirana inačica izvorne stranice od 17. kolovoza 2008. (Wayback Machine)